# Otheostethus melanurus
Otheostethus melanurus is een keversoort uit de familie van de boktorren (Cerambycidae). De wetenschappelijke naam van de soort is voor het eerst geldig gepubliceerd in 1872 door Henry Walter Bates.